# علم التطور الثقافي

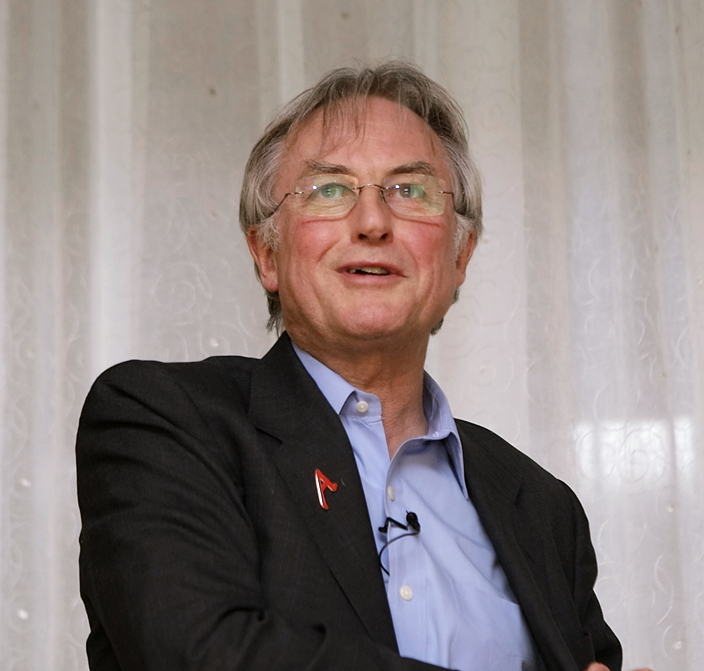

علم التطور الثقافي أو علم الميميات Memetics هو أحد طرق النمذجة التطورية لانتقال المعلومات الثققافية بين أفراد المجتمع. أول من رسخ هذه المحاولة كان العالم ريتشارد داوكنز عام 1976، لكن تسجل محاولة سابقة عام 1904 على يد ريتشارد سيمون البيولوجي التطوري الذي ألف كتابا أسماه: Die Mnemische Empfindungen in ihren Beziehungen zu den Originalenempfindungen تمت ترجمته للإنكليزية باسم The Mneme وهو تحوير لكلمة إغريقية الأصل. عام 1976 استخدم ريتشارد داوكنز مصطلح قريب دعي ميم أو «ميمي» Meme ليصف الوحدة الأساسية للتطور الثقافي الإنساني معتبرا إياها المناظرة للجينات في الوراثة، معتبرا ان الانتساخ والانتقال يحدث بطريقة مشابهة وغن كانت غير متماثلة تماما. يناقش داوكنز في كتابه أن الميمي هي وحدة المعلومات في العقل البشري وهو المنسوخ الطافر خلال عملية التطور الثقافي. فهي النمط الأساسي القادر على التأثير على محيطه والقادر على الانتشار من فرد لآخر. كتاب دازكنز حمل اسم «الجينة الأنانية» The Selfish Gene وكان كتابا يركز أساسا على علم الوراثة ولم يشرح فيه كيف تؤثر الوحدة الأساسية للمعلومات في الدماغ على سلوط الإنسان وكيف تنتقل لتؤثر على الثقافة، وسرعان ما أطلقت هذه الأفكار جدالا ونقاشا عميقا بين أوساط علماء الاجتماع. مصطلح «ميمي» نفسه طرحه داوكنز عرضا ولم يقصد تقديم نظرية وافية حوله لذلك لم يتحدد المفهوم أو التعريف الدقيق للميمي أو «الوحدة الأساسية للمعلومات» بشكل دقيق وظلت تأخذ معان مختلفة حسب عالم الاجتماع الذي يستخدمها.
الحركة الميماتية الجديدة انطلقت من جديد في منتصف الثمانيات على يد دوغلاس هوفشتادر الذي كان يكتب حينها عمود «مواضيع فوق-سحرية» في مجلة ساينتفيك أمريكان، كان من أهم مميزات هذه الحركة الجديدة انها مختلفة عن النظرية التطورية الاجتماعية التقليدية وأن معظم ناشطيها كانوا من خارج إطار علم الاجتماع وعلم الإنسان بلإنهم حتى من غير الأكاديميين. كانت لشعبية كتاب داوكنز «الجينة الأنانية» دورا كبيرا في اجتذاب الكثير من المهتمين بهذه المواضيع لهذه الساحة الإبدداعية الجدية وغير المستكشفة، في عام 1992 ظهر كتاب جديد حقق رواجا «الوعي مفسرا» لفيلسوف جامعة تينت دانيال دينيت الذي استخدم الميمي ضمن إطار نظرية مستفيضة حول الوعي والدماغ والعقل. في عام 1993 عاد ريتشارد داوكنز ليستخدم مصطلح «الميميات» Memetics في مقالته «فيروسات العقل» ليشرح ظاهرة المعتقدات الدينية وخواص الديانات المنظمة.